# 왕국 (후한)
왕국(王國, ? ~ 189년)은 중국 후한 말의 반란자로 양주 한양군 사람이다. 양주의 난 과정에서 반군 지도자로 추대되기도 하였으나 황보숭에게 깨졌다.

## 생애
187년(중평 4년), 양주자사 경비(耿鄙)의 신임을 받던 치중(治中) 정구(程球)가 간악했으므로 왕국은 저족과 강족을 아울러 난을 일으켰다. 마침 금성적(金城賊) 한수도 몇 년 전부터 활개를 치고 있었다. 경비는 이들을 토벌하고자 여섯 개 군(郡)의 군사를 동원해 농서군 적도현(狄道縣)에 이르렀다. 반군은 양주별가(―別駕)와 내통해 정구는 물론이거니와 경비도 죽였다. 왕국은 이어서 한양군도 포위하고는 한양태수 부섭에게 전 주천태수 황연(黃衍)을 보내 설득하기를, “성패가 이미 알 만합니다. 먼저 일어나셔야 위로는 패왕(霸王)의 업적을 이루고 아래로는 이려(伊呂)의 공적을 올릴 수 있습니다. 천하에 한나라는 더 이상 없을 것입니다. 태수께서 저희의 스승이 되어주시는 게 어떻겠습니까?”라 하였다. 부섭은 이를 거절하고 싸우다 전사하였다. 전후 경비의 사마(司馬) 마등도 반군에 합류하였고, 왕국 역시 합중장군(合眾將軍)을 자칭하며 이들과 합쳤다. 반군은 왕국을 우두머리로 추대하고 삼보(三輔)를 침탈하였다.
188년 11월(음력, 이하 모두 음력), 왕국이 우부풍 진창현(陳倉縣)을 공격하였다. 조정은 좌장군 황보숭과 전장군 동탁에게 각각 2만 명을 줘 이를 구하게 했다. 황보숭은 진창이 충분히 버틸 수 있다고 판단해 싸움을 걸지 않고 때를 기다렸다. 189년 2월, 왕국은 80여 일을 공성했지만 함락시키지 못하고 피폐해지기만 해 철퇴하였다. 비로소 황보숭이 추격해왔다. 대패하여 만여 명이 참수당하고 자신은 도주했으나 목숨을 잃었다. 한수 등은 왕국을 폐하고 전 신도현령(信都―) 염충을 강제로 내세웠다가 염충이 그 화병으로 세상을 뜨자 내부 분열해 서로를 죽였다.

## 참고 문헌
- 《후한서》72권 열전 제62 동탁전
- 《후한서》8권 본기 제8 효영제기